# داگلاس دی‌اف
داگلاس دی‌اف (به انگلیسی: Douglas DF) یک هواپیمای ساختِ کارخانهٔ شرکت هواپیماسازی داگلاس در کشور ایالات متحده آمریکا است.